# 勞瑾
勞樹堂（?—?），榜名勞瑾，浙江桐乡人，清朝进士、清朝官员。

## 生平
乾隆丁酉科副貢、癸卯科举人、甲辰科进士。后来任兵部车驾司主事、职方司员外郎、武选司郎中，江南道监察御史，巡视西城江南河库道、直隶通永道、江苏督粮道、江苏苏松太道。在嘉庆年间曾任戊辰科江南交闱监视。诰授中宪大夫，晋封中议大夫。
曾孙勞乃宣是同治十年的进士。